# Richard Schimpf
Richard Schimpf (* 16. Mai 1897 in Eggenfelden; † 30. Dezember 1972 in Düsseldorf) war ein deutscher Generalleutnant im Zweiten Weltkrieg, der später auch in der Bundeswehr diente. Zuletzt hatte er den Dienstgrad eines Generalmajors inne.

## Militärische Laufbahn

### Erster Weltkrieg
Schimpf trat während des Ersten Weltkriegs am 11. Februar 1915 als Fahnenjunker in das 9. Infanterie-Regiment „Wrede“ der Bayerischen Armee ein und wurde am 25. Oktober 1915 zum Leutnant befördert. In diesem Regiment diente er bis November 1918 an der Westfront, zuletzt als Zugführer und Bataillonsadjutant. Während des Krieges wurde Schimpf verwundet und mit beiden Klassen des Eisernen Kreuzes, dem Bayerischen Militärverdienstkreuz IV. Klasse mit Schwertern sowie dem Verwundetenabzeichen in Schwarz ausgezeichnet.

### Reichswehr
Nach der Demobilisierung wurde Schimpf am 1. Oktober 1919 als Leutnant (mit Rangdienstalter vom 1. März 1916) und Zugführer in das Infanterie-Regiment 45 der Übergangs-Reichswehr in Marienburg übernommen. Bei der Bildung des 100.000-Mann-Heeres wurde er am 1. Oktober 1920 in das Infanterie-Regiment 21 in Nürnberg versetzt, wo er als Zugführer und Kompanieoffizier diente und am 1. April 1925 zum Oberleutnant befördert wurde. Vom 27. April 1925 bis zum 27. September 1925 absolvierte er eine Flugzeugführerausbildung bei der Flugüberwachung Bayern-Nord in Fürth, einer Polizeidienststelle. Es folgte die Führergehilfenausbildung beim Wehrkreiskommando VII in München, wo er dann am 1. April 1926 Bildoffizier wurde. Am 1. Oktober 1926 wurde er in die Ausbildungs-Eskadron des 17. (Bayerisches) Reiter-Regiments in Bamberg versetzt, aber von dort sofort wieder zur weiteren Führergehilfenausbildung nach München kommandiert. Am 1. Oktober 1928 wurde er in die 6. Eskadron des 17. Reiter-Regiment nach Straubing versetzt, diente aber beim Stab der 7. Division in München. Am 31. August 1929 wurde er zwecks geheimer Weiterausbildung pro forma aus der Reichswehr verabschiedet und am folgenden Tag als Angestellter in das Reichswehrministerium übernommen.
In dieser als Zivilstelle getarnten Position wurde Schimpf, unter Umgehung der Bestimmungen des Versailler Vertrags, vom 1. September 1929 bis zum 30. September 1930 in die Geheimen Fliegerschule und Erprobungsstätte der Reichswehr nach Lipezk in der Sowjetunion zur Flugzeugführerausbildung entsandt. Schimpf kehrte am 9. September 1930 nach Deutschland zurück. Er wurde am 1. Oktober 1930 wieder in die Reichswehr reaktiviert und zunächst zum 21. (Bayerisches) Infanterie-Regiment in Nürnberg, dann aber an das Heereswaffenamt im Reichswehrministerium kommandiert und begann ein Studium an der Technischen Hochschule in Berlin-Charlottenburg, das er am 31. Januar 1935 als Diplom-Ingenieur abschloss. Noch während des Studiums wurde er am 1. April 1932 zum Hauptmann befördert.

### Wehrmacht und Zweiter Weltkrieg
Am 1. Februar 1935 erfolgte sein Übertritt zur noch geheimen Luftwaffe, die erst einen Monat später, am 1. März, offiziell gegründet wurde. Dort war er zunächst Offizier z. b. V. im Reichsluftfahrtministerium in Berlin und dann ab 1. April 1935, zeitgleich mit seiner Beförderung zum Major, Staffelkapitän in der Fliegeraufklärungsgruppe Münster und gleichzeitig Kommandant des Fliegerhorstes Münster-Loddenheide.
Schimpf wurde am 1. März 1936 ins Reichsluftfahrtministerium versetzt, wo er über den Beginn des Zweiten Weltkriegs bis zum 25. März 1940 Leiter der Abteilung Luftbildwesen (LB IV) im Allgemeinen Luftamt war und am 1. April 1937 zum Oberstleutnant und am 1. Oktober 1939 zum Oberst befördert wurde. Am 26. März 1940 wurde er als Erster Generalstabsoffizier (Ia) in den Stab des Generals der Luftwaffe bei der Heeresgruppe A versetzt, und in dieser Funktion nahm er am Westfeldzug teil. Am 17. Juli 1940 kehrte er als Abteilungsleiter in das Reichsluftfahrtministerium zurück. Am 4. November 1940 wurde er zum Chef des Generalstabes der Luftflotte 4 ernannt. Am 17. Januar 1941 wechselte er als Chef des Generalstabes zum Luftgaukommando VIII in Breslau, am 1. Dezember 1941 zum Feldluftgaukommando Kiew, das am 10. September 1942 in Feldluftgaukommando Charkow umbenannt wurde.
Am 27. September wurde Schimpf als Nachfolger von Generalleutnant Job Odebrecht mit der Führung der bei der Heeresgruppe Nord an der Ostfront kämpfenden Luftwaffen-Division Meindl beauftragt, die dann am 11. November in 21. Luftwaffen-Felddivision umbenannt wurde und für die er die Ehrenplakette der 21. Luftwaffen-Felddivision stiftete. Am 18. März 1943 wurde er zum Generalmajor befördert. Nachdem Hitler am 20. September 1943 die Eingliederung der Luftwaffen-Felddivisionen unter der Bezeichnung „Felddivision (L)“ in das Heer befohlen hatte, wurde Schimpf am 12. Oktober 1943 als Divisionskommandeur von dem Heeres-Generalmajor Rudolf-Eduard Licht abgelöst und in die Führerreserve des Oberbefehlshabers der Luftwaffe versetzt.
Am 17. Februar 1944 wurde er zum Kommandeur der kurz zuvor in Frankreich neu aufgestellten 3. Fallschirmjäger-Division in Generalleutnant Eugen Meindls II. Fallschirm-Korps ernannt. Im Zuge der Alliierten Landung in der Normandie wurde er in der Nacht zum 20. August 1944 schwer am Bein verwundet, als er mit den Resten seiner Division und von Meindls Korps aus dem Kessel von Falaise ausbrach. Am 26. August 1944 wurde er mit dem Deutschen Kreuz in Gold und am 6. Oktober 1944 mit dem Ritterkreuz des Eisernen Kreuzes ausgezeichnet.
Nach seiner Genesung kehrte er am 6. Januar 1945 zu seiner Division zurück. Mit deren Resten, etwa 7000 Mann, gelangte er hinhaltend in Belgien und der Eifel kämpfend am 7. März 1945 nach Bad Godesberg. Nach verdeckt geführten Verhandlungen mit den nachdrängenden US-amerikanischen Truppen, und nachdem die Mehrheit seiner Truppen über den Rhein gelangt war, übergab er die Stadt mit ihren vielen Lazaretten kampflos am 8. März. Eine Gedenktafel am Godesberger Rathaus erinnert an die drei entscheidenden Akteure, die Bad Godesberg unter Lebensgefahr retteten: Generalleutnant Schimpf, Stadtrat Heinrich Ditz und der Schweizer Generalkonsul Franz-Rudolf von Weiss. Er selbst kam in US-amerikanische und danach in britische Kriegsgefangenschaft, aus der er am 22. Dezember 1947 entlassen wurde.

### Bundeswehr
Am 1. Oktober 1957 trat Schimpf in die Bundeswehr ein, wo er mit dem seinem früheren Dienstgrad entsprechenden Rang eines Generalmajors bis zu seiner Verabschiedung am 31. Juli 1962 Befehlshaber des Wehrbereichs III in Düsseldorf war. Er wurde mit dem Großen Verdienstkreuz des Verdienstordens der Bundesrepublik Deutschland ausgezeichnet.

## Familiäres
Richard Schimpf verstarb am 30. Dezember 1972 in Düsseldorf. Aus seiner am 9. April 1930 mit Hilde von Othegraven geschlossenen Ehe entstammten ein Sohn und eine Tochter.